# سونبرگ ایم مولکرایس
سونبرگ ایم مولکرایس (به آلمانی: Sonnberg im Mühlkreis) یک منطقهٔ مسکونی در اتریش است که در ناحیه اورفار اومگبونگ واقع شده‌است. سونبرگ ایم مولکرایس ۱۳ کیلومتر مربع مساحت دارد ۷۴۰ متر بالاتر از سطح دریا واقع شده‌است.